# Legum omnes servi sumus, ut liberi esse possimus
Legum omnes servi sumus, ut liberi esse possimus лат. (изговор: легум омнес серви сумус, ут либери есе посимус). Сви смо  робови закона-да бисмо могли бити слободни. (Цицерон)

## Тумачење
У  културног (култура носилац и узрок цивилизације) човјека су слободе у оквиру  закона. Слобода је тамница закона. Све остало је анархија.